# ليزا فيذرستون
ليزا فيذرستون (بالإنجليزية: Liza Featherstone)‏ هي صحفية أمريكية، ولدت في 21 أبريل 1969 في Greater Boston ‏ في الولايات المتحدة.

## وصلات خارجية
- ليزا فيذرستون على موقع IMDb (الإنجليزية)